# Oberea infranigra
Oberea infranigra là một loài bọ cánh cứng trong họ Cerambycidae.